# Open Criteria
Pour les articles homonymes, voir Criteria.
Open Criteria est un système de gestion de base de données.
Il fonctionne sur différents systèmes d'exploitation : Prologue - Twin Server, Windows, Linux notamment dans sa distribution nommée Use it Linux Server et est distribué par la Société Prologue (aux Ulis en France).